# Thomas More
Pour les articles homonymes, voir Thomasmore et More.
Thomas More, latinisé en Thomas Morus (7 février 1478, Londres – 6 juillet 1535, Londres), est un saint catholique, juriste, historien, philosophe, humaniste, théologien et homme politique anglais. Grand ami d'Érasme, érudit, philanthrope, il participe pleinement au renouveau de la pensée qui caractérise cette époque, ainsi qu'à l'humanisme, dont il est l'un des représentants anglais.
Nommé « ambassadeur extraordinaire », puis « chancelier du roi » par Henri VIII, il désavoue le divorce du roi et refuse de cautionner le schisme avec Rome : il démissionne de sa charge en 1532. Devant la persistance de son attitude, il est emprisonné, puis décapité comme « traître ».
Béatifié le 29 décembre 1886 par Léon XIII, Thomas More est canonisé — saint Thomas More — le 19 mai 1935 par le pape Pie XI.

## Biographie

### Famille et études

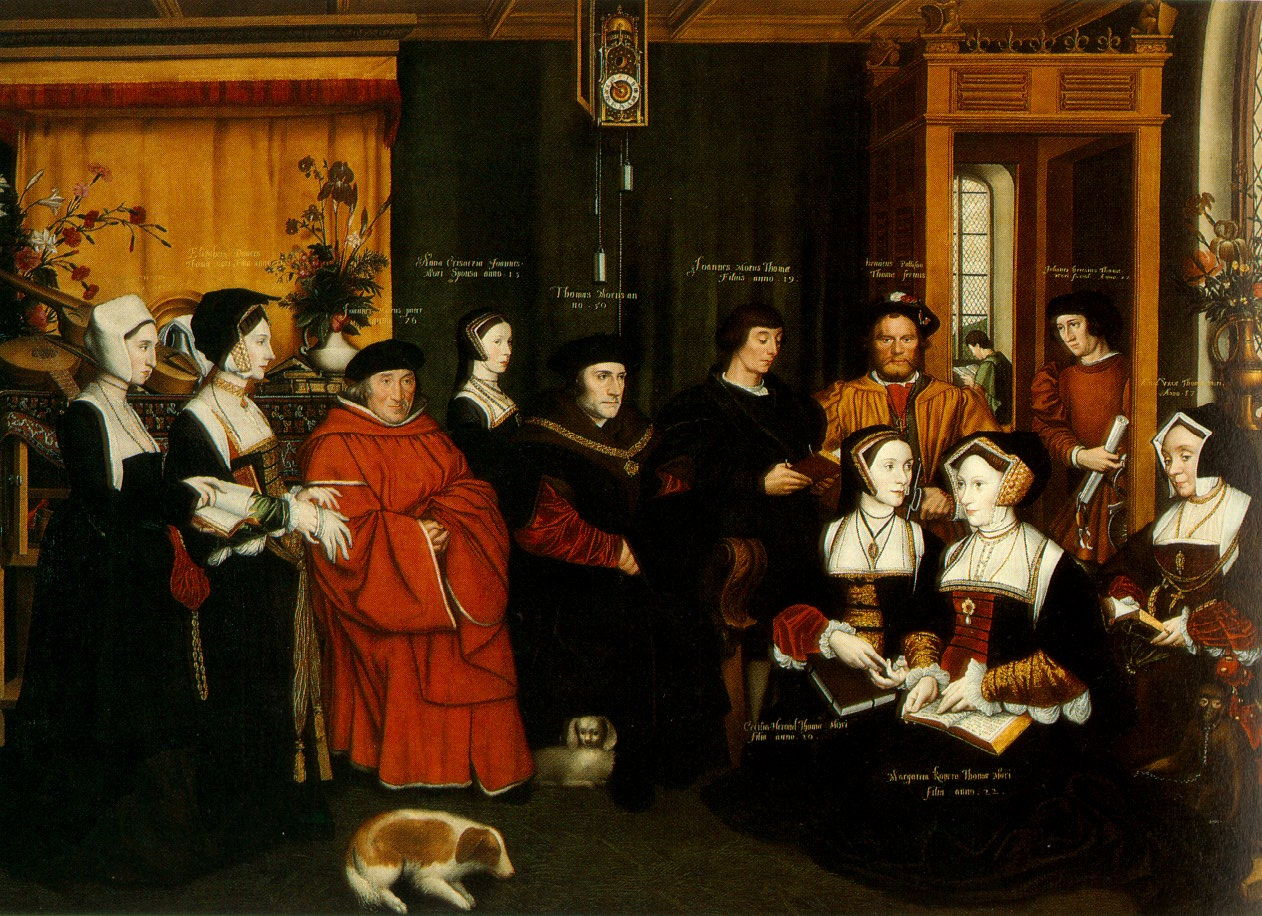
La Famille de Sir Thomas More par Rowland Lockey d'après Hans Holbein le Jeune (1594).

Thomas More est le fils de l'homme de loi londonien John More (c. 1451-1530), et d'Agnes More. Page du cardinal Morton, archevêque de Cantorbéry, de 1490 à 1492, il intègre grâce à ce dernier l'université d'Oxford à partir de 1492. En 1494, Thomas s'intéressant de plus en plus aux écrits grecs et latins, son père décide de l'envoyer dans une école de droit, New Inn, et à Lincoln's Inn ; parmi ses maîtres, John Colet et Érasme deviendront ses amis. Inscrit à vingt-et-un ans au barreau des avocats, il enseigne le droit jusqu'en 1510. Il devient l'avocat des marchands de la City et est élu juge (under-sheriff) en 1510 par les habitants de Londres.
Vers 1503, il fait une longue retraite à la chartreuse de Londres, puis épouse Jane Colt en 1505, avec qui il a trois filles et un fils.
Selon Érasme, « il préféra être un mari chaste plutôt qu'un moine impudique. »
À la mort de sa femme en 1511, il se remarie avec Alice Middleton, veuve et mère de deux enfants. Une partie de sa célébrité de son vivant lui vient de l'éducation de haut niveau qu'il fait donner à ses enfants, filles comme garçons.

### Carrière politique sous Henri VIII

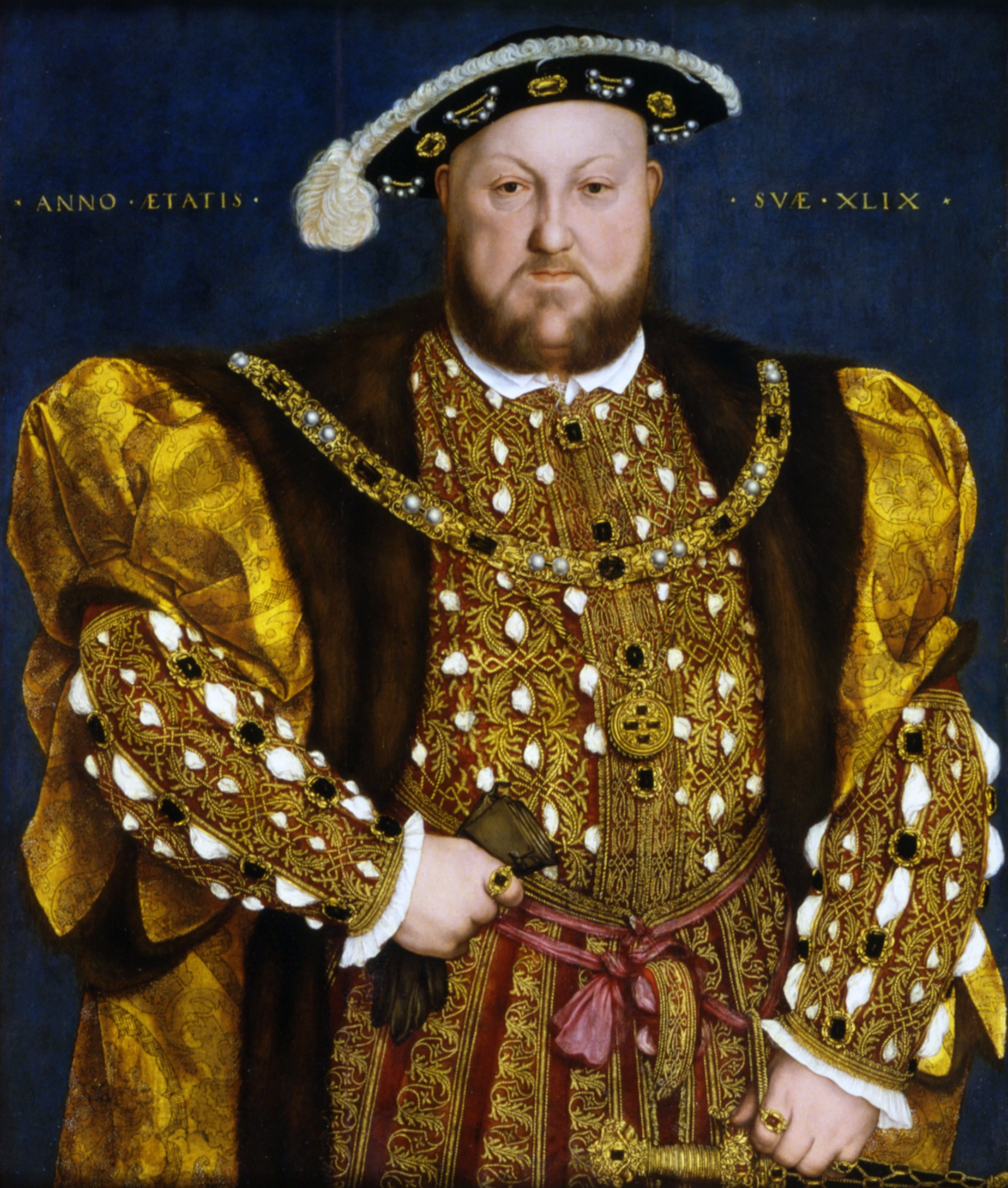
Le roi Henri VIII.

Membre du Parlement à partir de 1504, il s'élève contre les taxes demandées par le roi Henri VII pour la guerre d'Écosse. Le roi fait emprisonner son père et Thomas More se retire en France (1508). L'avènement d'Henri VIII en 1509 le fait revenir en Angleterre et marque le début d'une brillante carrière politique de plus de vingt ans.
D'abord au service du tout-puissant cardinal Thomas Wolsey, administrateur de ses biens, Thomas More est bientôt nommé par le Roi maître des requêtes, puis à son Conseil privé, et on l'envoie en missions diplomatiques et commerciales aux Pays-Bas (1515), où il rédige L'Utopie, puis à Calais (1517). En 1521, il est nommé trésorier de la Couronne ; en 1523, il est élu, contre son gré, speaker du Parlement, et occupe ce poste d'avril à août. La même année, il commence à participer à la polémique contre les thèses de Luther, ce pour quoi son ami l'évêque Tunstal le mandate en 1528 (il rédige en cinq ans, de 1528 à 1533, sept livres en anglais de réfutation de ces thèses).
Nommé chancelier du duché de Lancastre en 1525, il fait partie de la délégation qui négocie en 1529 la paix avec l'Espagne. La même année, la disgrâce du cardinal Wolsey le fait accéder à la plus haute charge, celle de Chancelier du Royaume, premier laïc nommé à ce poste. En tant que chancelier, il fait emprisonner quarante personnes acquises aux idées de Luther. En 1531, il fait appliquer la sentence rendue contre Richard Bayfield (en) condamné à être brûlé vif à Smithfield ; cinq autres condamnations suivent.
Mais la volonté du roi d'épouser Anne Boleyn, dont il s'est épris en 1527, afin d'avoir un fils légitime, se heurte au refus du pape d'annuler le mariage royal avec Catherine d'Aragon, ce qui amène Henri VIII à rompre avec Rome.
More refuse de signer une lettre des dirigeants religieux et des aristocrates anglais demandant au pape d'annuler le mariage d'Henri et de Catherine. En 1531, il présente sans succès sa démission après avoir été obligé de prêter un serment déclarant le roi Chef suprême de l'Église d'Angleterre, auquel il ajoute la mention : « Autant que le Christ l'autorise ». En 1532, il obtient du roi d'être relevé de ses fonctions, se prétendant malade et atteint de vives douleurs à la poitrine.

### Rupture avec Henri VIII

#### Accusations de trahison
En 1533, More refuse d'assister au couronnement d'Anne Boleyn, le 1er juin 1533. En pratique, ce n'était pas un acte de trahison : More avait écrit au roi, reconnu la royauté d'Anne et exprimé son désir de voir le roi heureux. Mais son amitié avec l'ancienne reine, Catherine d'Aragon, le retient d'assister au triomphe d'Anne, ce qui est interprété comme une insulte envers elle.
Peu après, More est accusé d'avoir accepté des pots-de-vin, mais en l'absence de toute preuve, ces charges sont rapidement abandonnées. En 1534, il est accusé d'avoir comploté avec Elizabeth Barton, une religieuse qui avait émis des prophéties mettant en cause le divorce du roi. More produit alors une lettre dans laquelle il ordonne à Barton de ne pas se mêler des affaires de l'État.

#### Jugement
Le 13 avril de la même année, More est convoqué devant une commission afin de jurer allégeance à l'Acte de succession du Parlement. More reconnaît le droit du Parlement de déclarer Anne légitime reine d'Angleterre, mais refuse de prêter serment à cause d'une préface qui affirme l'autorité du Parlement en matière religieuse, déniant cette compétence au pape :

« […] l'évêque de Rome et du Saint-Siège, allant à l'encontre du grand et inviolable droit donné par Dieu aux empereurs, roi et princes concernant la succession de leurs héritiers, a jugé bon, dans les temps passés, de choisir qui lui plairait, pour hériter des royaumes et des domaines d'autres hommes, ce que vos plus humbles sujets, spirituels et temporels, abhorrent et détestent au plus haut point. »

Quatre jours après, il est emprisonné à la tour de Londres, où il écrit son Dialogue du réconfort dans les tribulations.
Le 1er juillet 1535, More, présenté à des juges parmi lesquels se trouve le nouveau lord chancelier - Sir Thomas Audley - ainsi que les père, frère et oncle d'Anne Boleyn, est accusé de haute trahison pour avoir nié la validité de l'Acte de succession. More pense qu'il ne peut être reconnu coupable s'il ne nie pas explicitement que le roi est à la tête de l'Église. Aussi refuse-t-il de répondre à toute question demandant son opinion sur le sujet. Thomas Cromwell, alors le plus puissant des conseillers du roi, demande au Solicitor General, Richard Rich, de témoigner que More a, en sa présence, nié que le roi était le légitime dirigeant de l'Église. Bien que ce témoignage soit manifestement un parjure (Richard Southwell et Mr Palmer, témoins de l'entretien, ont nié avoir entendu les détails de cette conversation), le jury déclare More « coupable de trahison » (Treason Act, 1535).

Avant l'énoncé de sa sentence, More parle librement de sa croyance qu'« aucun homme temporel ne peut être à la tête de la spiritualité ». Il est condamné à être pendu, éviscéré et écartelé (hanged, drawn and quartered), mais le roi commue cette sentence en décapitation, par « faveur », ce qui aurait, dit-on, inspiré à More ce mot fameux : 

« Dieu préserve mes amis de la même faveur. »

#### Exécution

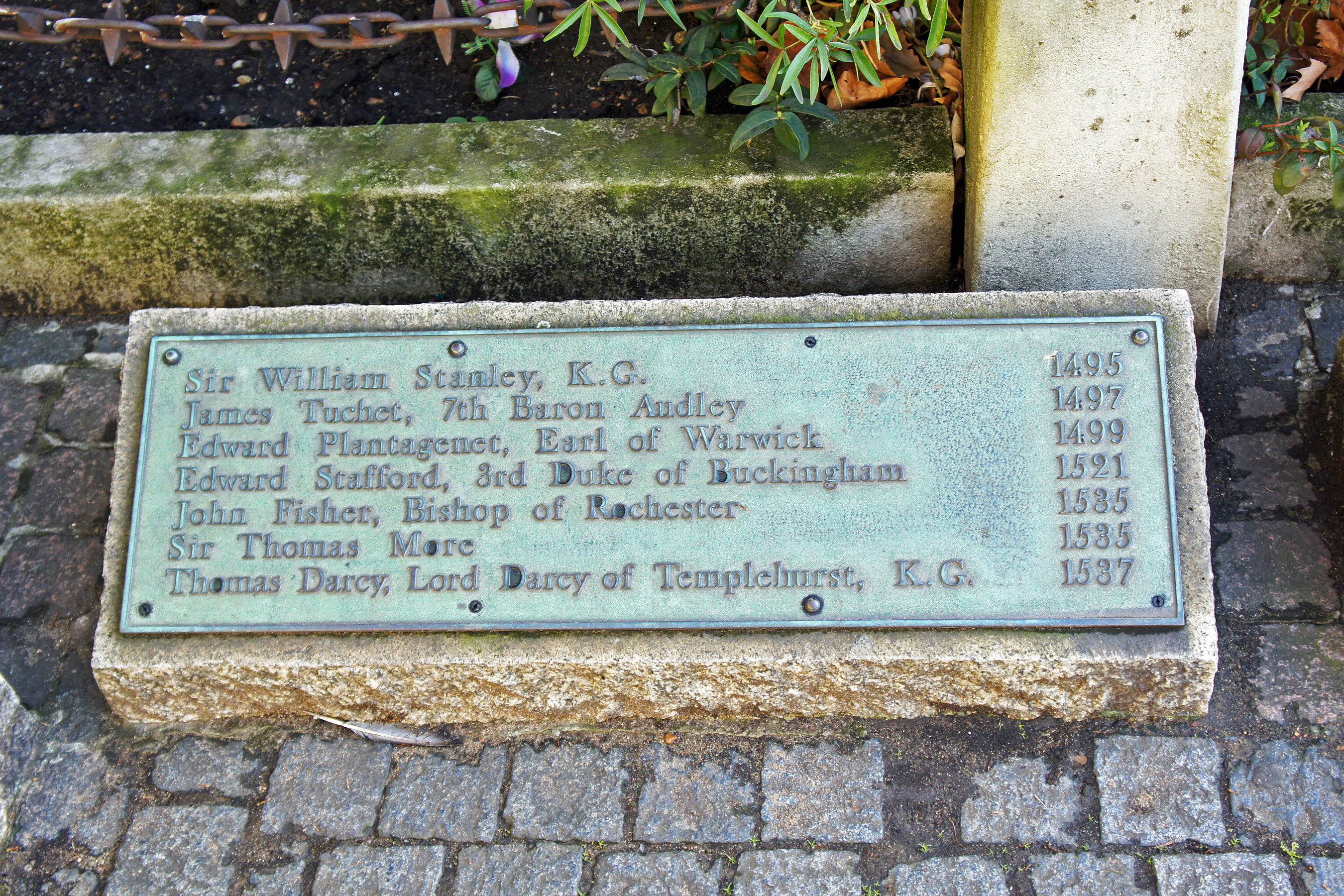
Plaque commémorative à l'emplacement de l'ancien échafaud de Tower Hill, à Trinity Square Gardens à Londres.

L'exécution a lieu le 6 juillet. Quand il arrive au pied de l'échafaud de Tower Hill, il dit à l'officier présent :

« Je vous en prie, je vous en prie, Monsieur le lieutenant, aidez-moi à monter ; pour la descente, je me débrouillerai… »

Il déclare sur l'échafaud qu'il meurt en « bon serviteur du Roi, et de Dieu en premier ». Il déclare également à l'exécuteur que sa « barbe est innocente de tout crime, et ne mérite pas la hache » ; il la positionne ensuite de telle manière qu'elle ne soit pas touchée.
Le corps de More est enterré à la tour de Londres, dans une tombe anonyme de la Chapelle royale de Saint-Pierre-aux-Liens. Sa tête est exhibée sur une pique sur le pont de Londres pendant une année. Sa fille Margaret Roper la récupère, en soudoyant le bourreau chargé d'enlever les têtes des suppliciés, évitant qu'elle ne soit jetée dans la Tamise, et la conserve avec des épices. Elle est trahie par des espions et emprisonnée, mais est rapidement libérée.

#### Sépulture
Margaret meurt en 1544 et est enterrée à sa demande avec la tête de son père, d'abord dans la vieille église de Chelsea (en) à Londres, puis à la mort de son mari William au début janvier 1578, réinhumée dans le caveau familial des Roper, dans l'église Saint Dunstan (en) à Cantorbéry (des chercheurs ont pensé que la tête aurait pu se trouver dans la tombe qu'il avait fait ériger en 1532 dans la vieille église de Chelsea à Londres, avec sa propre épitaphe). Cela a été vérifié en 1824 quand le caveau familial des Roper a été ouvert. La relique de la tête de Sir Thomas More a été ensuite exposée dans l'église Saint Dunstan pendant de nombreuses années. 
Un inventaire du caveau familial des Roper a été réalisé du 15 juillet 1978 au 26 juillet 1978, par les membres de la Société archéologique de Cantorbéry (en). Le caveau a été de nouveau ouvert pour travaux, début octobre 1997.

## Hommages
More a figuré en bonne place parmi les précurseurs du socialisme, sur un obélisque érigé au pied du Kremlin, à Moscou, de 1918 à 2013. Il est vénéré comme saint par l'Église catholique (saint Thomas More), béatifié, 29 décembre 1886, par le pape Léon XIII et canonisé, le 19 mai 1935, par le pape Pie XI. Dans le calendrier liturgique, à partir de 1970, son culte et sa fête, le 22 juin, sont étendus à l'Église universelle par le pape Paul VI (fête le 6 juillet pour l'Église anglicane). En l'an 2000, le pape Jean-Paul II le fait saint patron des responsables de gouvernement et des hommes politiques,. Il est aussi le saint patron des enfants adoptés, avocats, fonctionnaires et des mariages difficiles.
Un astéroïde de la ceinture principale a été nommé (37630) Thomasmore en son honneur.
Un think-tank libéral-conservateur nommé Institut Thomas More est créé en 2004.

## Œuvres
Thomas More est aussi connu pour son essai politique et social Libellus vere aureus nec minus salutaris quam festivo de optimo statu rei publicæ deque nova insula Utopia (L'Utopie). Celui-ci n'est toutefois qu'un élément d'une œuvre écrite considérable : traductions du grec, épigrammes latines, poésies, traités, mais aussi des ouvrages qui témoignent d'une spiritualité profonde. On peut citer à cet égard son Dialogue du réconfort dans les tribulations.
Ses Œuvres complètes en anglais représentent 17 volumes in-quarto publiés par l'université Yale.
- The Complete Works of Thomas More, 15 volumes, en 21 tomes, édités par Yale University, New Haven et Londres, 1963-1997.
- Correspondence of Sir Thomas More, éd. E.F. Rogers, Princeton University Press (1947, réimpr. 1971).
- L'Utopie, 1516, p.ex. Éditions sociales-Messidor, 1966, 1982.
- L'Utopie, fac-similé du texte latin de l'éd. de Bâle de 1518, traduction, présentation et commentaires par André Prévost, Mame, 1978.
- Epigrammata[15], Bâle, 1520.
- Lettre à Dorp et La supplication des âmes traduits et présentés par Germain Marc'hadour, Éd. Soleil Levant, Namur, 1962.
- La Tristesse du Christ, texte latin et traduction sous la responsabilité de Henri Gibaud, Pierre Téqui, 1990.
- Écrits de prison, précédés de La Vie de Sir Thomas More (1555) par William Roper, choix et traduction par Pierre Leyris, Seuil, 1981 (1re éd. 1953) (OCLC 37207415).
- Les Vérités dernières, trad. M. Cl. Phélippeau, s.l. [Angers], 2001.
- Prions avec Thomas More, trad. et présent. par G. Marc'hadour, Moreana, 1997  (ISBN 2-9511764-0-6).
- Œuvres choisies, trad. et annot. par Marie Delcourt, Renaissance du Livre, 1936.
- Richard III, trad. Pierre Mornand, Le Pot Cassé, 1932.
- Dialogue du Réconfort dans les Tribulations, trad. Marie-Claire Laisney, Éd. soleil Levant, Namur, 1959.
- Poèmes anglais, trad. andré Crépin. Moreanaum 2004.
- Correspondance Thomas More et Érasme, Trad. Germain Marc'hadour et Roland Galibois, Université de Sherbrooke, 1985.
- Histoire, Église et Spiritualité. Choix de textes traduits sous l'autorité de Michel Taillé, Bayard, 2005.

### Utopia

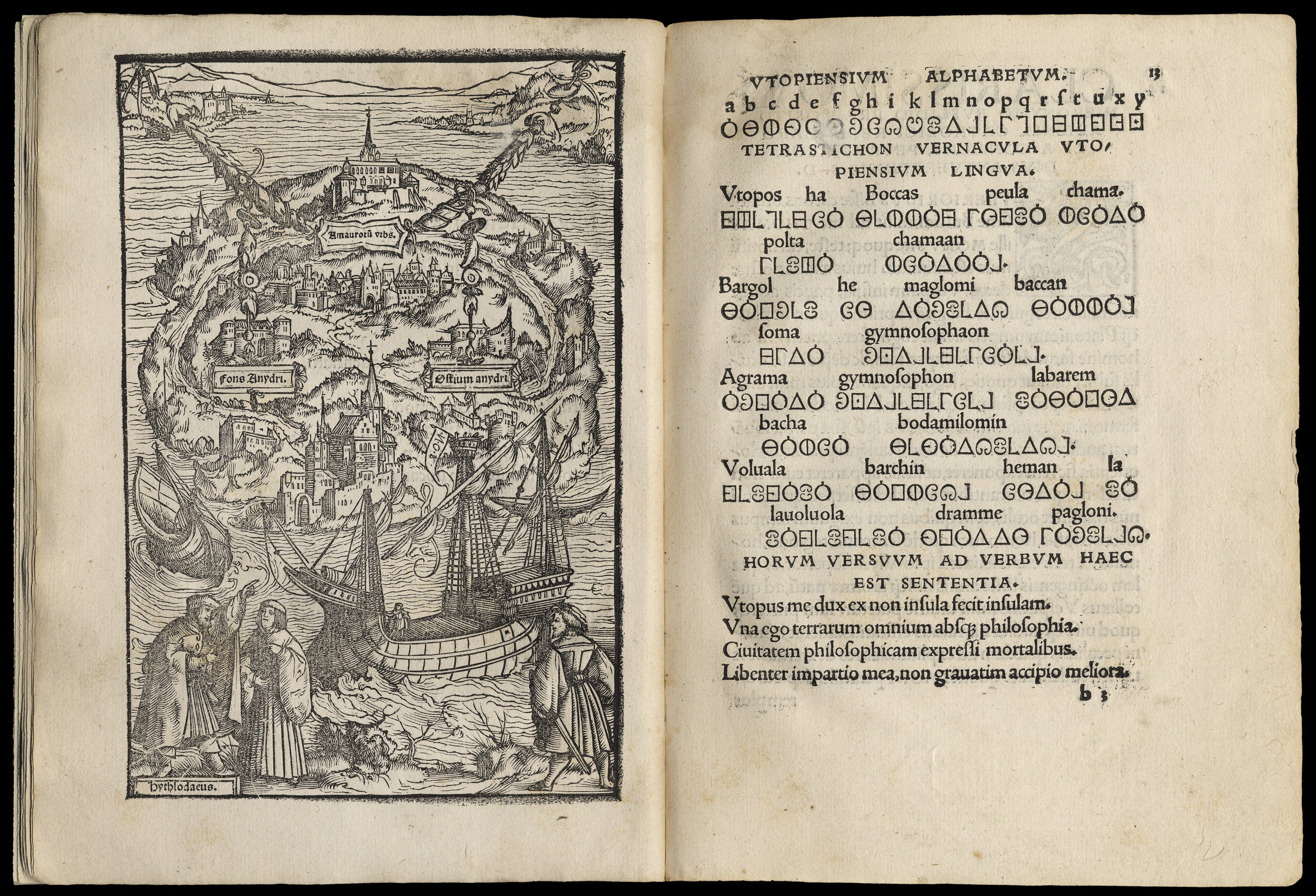
Pages 12 et 13 de l'Utopie dans l'édition de novembre 1518 chez Johann Froben. À gauche se trouve la carte de l'île d'Utopie (de la main d'Ambrosius Holbein), à droite se trouve l'« Utopiensium Alphabetum » et le « Tetrastichon vernacula utopiensium lingua » (vraisemblablement composés par Pierre Gilles). (« Courtesy of the Folger Shakespeare Library »).

Le mot « utopie » est formé à partir du grec ou-topos, qui signifie en aucun lieu ou bien lieu du bonheur (du grec eu : « bien, heureusement » et topos : « lieu, endroit »).
Dans cet ouvrage écrit sur le mode du dialogue avec un narrateur, l'explorateur Raphaël Hythlodée, Thomas More prône la tolérance et la discipline au service de la liberté, à travers le portrait d'un monde imaginaire, proche de l'idéal de l'auteur.
Thomas More est témoin des ravages sociaux qu'engendre dans l'Angleterre du XVIe siècle le premier mouvement des enclosures. Alors stimulée financièrement par le développement de l’industrie lainière, l'aristocratie tudorienne se met à créer de grands élevages de moutons. Cette réorganisation dans le monde rural, même si elle conduit à un meilleur suivi des terres, se fait au détriment des usages précédents : les anciennes tenures nourrissant les familles paysannes sous le régime féodal. Ce mouvement eut des conséquences sociales dramatiques, privant nombre de personnes de tout moyen de subsistance, et cela avec brutalité.

« Vos moutons si doux, si faciles à nourrir de peu de chose, mais qui, à ce qu'on m'a dit, commencent à être si gourmands et si indomptables qu'ils dévorent même les hommes. »

Thomas More dénonce ces conséquences et cette brutalité dans la première partie d'Utopia :

« On se trompe en pensant que la misère du peuple est une garantie de paix, car où y a-t-il plus de querelles que parmi les mendiants ? »

Dans la deuxième partie, consacrée à son objet même, More décrit l'île d'Utopie, contrepoint lumineux à l'Angleterre de son temps. Comme celle de la république de Platon, l'économie utopienne repose sur la propriété collective des moyens de production et l'absence d'échanges marchands. Cette société, composée d'une cinquantaine de villes gérées de manière semblable, vit sans monnaie, et les échanges collectifs y prennent la place de l’accumulation privée qui cause en Angleterre les malheurs du peuple. La première mission du Sénat, qui compte trois députés par ville, est la statistique économique, permettant la péréquation des richesses entre villes :

« Chaque père de famille vient chercher tout ce dont il a besoin et l'emporte sans paiement, sans compensation d'aucune sorte. Pourquoi refuser quelque chose à quelqu'un puisque tout existe en abondance et que personne ne craint que le voisin demande plus qu'il ne lui en faut ? Car pourquoi réclamer trop, alors qu'on sait que rien ne sera refusé ? Ce qui rend avide et rapace, c'est la terreur de manquer. »

Utopie commerce uniquement les surplus de son économie avec l'étranger, non pas pour s'enrichir vu que l'or n'a aucune valeur dans son économie mais pour se constituer une réserve d'or pour engager des mercenaires en cas de guerre.
Pacifiques et respectueux de la liberté religieuse, les Utopiens reconnaissent cependant, tous ou presque, un être suprême et l'immortalité de l'âme ; plusieurs embrassent la doctrine chrétienne que leur présentent leurs visiteurs. Fondée sur la volonté de vivre selon la nature, la morale publique d'Utopie est rigoureuse, condamnant la dissimulation, la chasse, les jeux de hasard, la polygamie et l'adultère ; le divorce par consentement mutuel est possible.
Réalité n'est pas vérité mais seulement état du moment : grand humaniste et très instruit, Thomas More était un « réaliste intransigeant », attentif à l'inacceptable. L'Utopie, satire de l'Angleterre de son temps, et affirmation du souhaitable, se conclut par un avertissement quant à la faisabilité d'une réforme allant dans ce sens : « je le souhaite plus que je ne l'espère ».

## Dans la fiction
- Robert Bolt, Thomas More ou l'homme seul, Scialtiel et TNP, 1963.
- Fred Zinnemann, Un homme pour l'éternité (A Man For All Seasons), film de 1966, a reçu l’Oscar du meilleur film. Avec Paul Scofield et Orson Welles, à partir de la pièce de Robert Bolt créée en 1960).
- Anne des mille jours, film de 1969. Interprété par William Squire.
- Jean Anouilh, Thomas More ou l'Homme libre, La Table ronde, 1987.
- Charlton Heston, Un homme pour l'éternité, téléfilm de 1988, avec Charlton Heston, John Gielgud, Vanessa Redgrave et Richard Johnson.
- Jeremy Northam, Les Tudors[16], série télévisée de 2007.
- Gabriel Marghieri, Mainte nuit sans repos… Paroles ultimes de Thomas More, œuvre pour récitant, orgue et clavecin, 2013, créée le 2 octobre 2013 en la basilique Sainte-Clotilde à Paris par Francis Perrin, récitant, Gabriel Marghieri, orgue, Thomas Pellerin, clavecin.
- Anton Lesser, Wolf Hall[17], série télévisée de 2015.
- Philip Cumbus, The Spanish Princess.

### Biographies
- Luc Ferrier, La trajectoire de Thomas More, Amazon Media EU, 2020.
- Marie-Claire Phélippeau, Thomas More, Gallimard, collection Folio Biographie, février 2016.
- Jacques Mulliez, Thomas More (1478-1535) : Au risque de la conscience, Nouvelle Cité, 2013.
- Thomas More : la conscience d'un saint (trad. de l'allemand), Paris, du Centurion, 1979, 80 p. (ISBN 2-227-05010-1), traduit de l'édition originale (de) Thomas Morus : der Heilige des Gewissens, Fribourg, Verlag Herder, 1978, 80 p. Ouvrage largement illustré de nombreuses photos et gravures.
- Henri Bremond, Le bienheureux Thomas More, Victor Lecoffre, 1904.
- Bernard Cottret, Thomas More. La face cachée des Tudors, Tallandier, 2012.
- Princesse de Craon, Thomas Morus, lord chancelier du royaume d'Angleterre au XVIe siècle, Paris, C. Gosselin, 1832.
- Joseph Delcourt, Deux saints anglais: John Fisher et Thomas More, La Bonne Presse 1935.
- Edmond Privat, Le Chancelier décapité, Victor Attinger, 1935.
- Léon Lemonnier, Un résistant catholique, Thomas More, La Colombe, 1948.
- Georges Hourdin, Un intellectuel sans vanité, Thomas More, Gabalda, 1958.
- André Merlaud, Thomas More, Éditions SOS, 1973.
- Walter Nigg, Thomas More ou la conscience d'un saint, Centurion, 1979.
- Jacques Dufresne, L'Expérience de Dieu avec Thomas More (introduction et textes de Thomas More choisis par Jacques Dufresne), Fides, 1999.
- Louis Bouyer, Sir Thomas More, humaniste et martyr, CLD, 1984.
- Germain Marc'hadour, Thomas More, un homme pour toutes les saisons, Les éditions ouvrières, 1992.
- Germain Marc'hadour, Thomas More ou la sage folie, Éd. Seghers, 1971.
- Philippe Godding, Petite vie de Thomas More, éditions Desclée de Brouwer, 2002.
- Élisabeth-Marie Ganne, Thomas More, l'homme complet de la Renaissance, Nouvelle Cité, 2002.
- Daniel Sargent, Thomas More, trad. Maurice Rouneau, Desclée de Brouwer.
- Thomas Stapleton, Histoire de Thomas More, grand chancelier d'Henri VIII, trad. sur l'original latin de 1588 par M. Martin, Maison 1849.
- Walter J. Jos, Thomas More, Mame, 1873.

### Études
- Philippe Godding, « Thomas More, de procès en procès », Bulletin de la Classe des lettres et des sciences morales et politiques, t. 13, nos 1-6,‎ 2002, p. 73-88 (lire en ligne)
- Germain Marc'hadour, Thomas More et la Bible, Vrin, 1969.
- Germain Marc'hadour, L'Univers de Thomas More, Vrin, 1963.
- Germain Marc'hadour, Thomas More vu par Erasme, Angers, 1969.
- Germain Marc'hadour, The Bible in the Works of Thomas More, 1969-1972.
- Germain Marc'hadour, Saint Thomas More and the Body of Christ, Moreanaum, 2000.
- Émile Dermenghem, Thomas Morus et les Utopistes de la Renaissance, Plon, 1927.
- Nicole Morgan, Le Sixième Continent. L'Utopie de Thomas More, Vrin, 1995.
- D. Nisard, Études sur la Renaissance : Erasme, Thomas More et Melanchton, Lévy, 1855.
- André Prévost, Saint Thomas More. Contribution à l'histoire de la pensée religieuse, Lille, 1945.
- André Prévost, Thomas More et la crise de la pensée européenne, Mame, 1969.
- Joseph Delcourt, Essai sur la langue de Thomas More d'après ses œuvres anglaises, Didier, 1941.
- Y. Dilas-Rocherieux, L'Utopie ou la mémoire du futur Robert Laffont, 2000.
- Georges Duveau, Sociologie de l'Utopie et autres Essais, PUF, 1961.
- Roland Galibois, Religion et socialisme dans l'Utopie de Thomas More, L'Harmattan, 2008.
- M. Abensour, L'Utopie de Thomas More à Walter Benjamin, Sens et Tonka, 2000.
- Daniel Charneux, More, essai-variations, Bruxelles, éditions M.E.O., 2015.
- Thierry Paquot, Lettres à Thomas More sur son utopie (et celles qui nous manquent), La Découverte, collection Cahiers libres, 160p., 2016.

#### Bases de données et dictionnaires
- Ressources relatives à la recherche :   - Encyclopædia Herder
  - Internet Philosophy Ontology
  - Isidore
  - PhilPapers (objet)
  - Scopus
  - Semantic Scholar
  - Stanford Encyclopedia of Philosophy
- Ressources relatives aux beaux-arts :   - British Museum
  - Grove Art Online
  - National Portrait Gallery
  - Royal Academy of Arts
  - Sandrart.net
  - Te Papa Tongarewa
  - Union List of Artist Names
- Ressources relatives à la musique :   - International Music Score Library Project
  - MusicBrainz
  - Répertoire international des sources musicales
- Ressources relatives à la littérature :   - The Encyclopedia of Science Fiction
  - Internet Speculative Fiction Database
  - NooSFere
- Ressources relatives à la religion :   - Dictionnaire de spiritualité
  - GCatholic.org
- Ressource relative à la vie publique :   - Documents diplomatiques suisses 1848-1975
- Ressource relative à la bande dessinée :   - Tebeosfera
- Ressource relative à plusieurs domaines :   - Radio France
- Notices dans des dictionnaires ou encyclopédies généralistes :   - Biografisch Portaal van Nederland
  - Britannica
  - Brockhaus
  - Den Store Danske Encyklopædi
  - Deutsche Biographie
  - Dictionnaire historique de la Suisse
  - Dizionario di Storia
  - Gran Enciclopèdia Catalana
  - Hrvatska Enciklopedija
  - Internetowa encyklopedia PWN
  - Nationalencyklopedin
  - Oxford Dictionary of National Biography
  - Store norske leksikon
  - Treccani
  - Universalis
- Notices d'autorité :   - VIAF
  - ISNI
  - BnF (données)
  - IdRef
  - LCCN
  - GND
  - Italie
  - Japon
  - CiNii
  - Espagne
  - Belgique
  - Pays-Bas
  - Pologne
  - Israël
  - NUKAT
  - Catalogne
  - Suède
  - Vatican
  - WorldCat